# Kinect Adventures!
Kinect Adventures! is een avontuur- en sportspel ontwikkeld door Good Science Studio en uitgegeven in Europa door Microsoft Studios op 10 november 2010. Het spel maakt gebruik van de Kinectsensor en werd bij aankoop van een Kinectsensor bijgeleverd. Het spel bevat vijf verschillende minispellen. Wereldwijd zijn er meer dan 20 miljoen kopieën van dit spel verkocht, wat het het best verkopende spel op de Xbox 360 maakt.

## Gameplay
Kinect Adventures is vooral een coöperatief spel waarbij twee spelen samen proberen de doelen te behalen. Het minispel Reflex Ridge is daar een uitzondering van en is meer een competitief spel.
Bij alle spellen is het de bedoeling dat er een zo hoog mogelijk aantal adventure pins behaald wordt. Hoe hoger het aantal behaalde adventure pins, hoe hoger de verdiende medaille zal zijn. Van laag naar hoog zijn dit: een bronzen, zilveren, gouden en platinum medaille.

### Speltypen
- Bij 20.000 Leaks bestuurt de speler een glazen blokje dat zich onderwater bevindt. De speler moet met zijn of haar ledematen en hoofd zo veel mogelijk gaten dichten, terwijl het glas gebroken wordt door een verschillend aantal krabben, haaien, vissen en zwaardvissen. Elk spelletje bestaat uit drie waves waarbij het spel is afgelopen als alle gaten zijn gedicht of de tijd verstreken is.
- Bij River Rush staat de speler op een vlot dat over een wilde rivier vaart. Het vlot wordt bestuurd door naar links of naar rechts te stappen en zo het vlot naar die kant te laten kantelen. De bedoeling is om zoveel mogelijk adventure pins op te pakken tijdens het af stromen van de rivier. Als de speler iets raakt, verliest hij/zij punten.
- Rally Ball is een vorm van Amerikaans handbal. De speler moet met zijn of haar ledematen ballen terugkaatsen richting doelwitten in een virtueel gangpad. Wanneer bepaalde doelwitten zijn geraakt, deelt de bal zich op in allerlei kleinere ballen die allemaal tegelijk bestuurd moeten worden. Elk spel bestaat uit drie rondes en het spel is afgelopen wanneer de tijd is verstreken of de speler alle doelwitten heeft geraakt.
- Reflex Ridge is een spel waarbij allebei de spelers op een bewegend karretje staan en de baan moeten afronden zonder de obstakels te raken. Zo sprint de speler over hordes, moet opzij leunen om obstakels te ontwijken en bukken om laag hangende balken te ontwijken. Door te springen gaat het karretje sneller. Het spel is gewonnen door sneller bij de eindstreep te zijn dan de andere speler.
- Bij Space Pop is het de bedoeling dat de speler een bepaald aantal zeepbellen zo snel mogelijk laat springen die in een kamer zonder zwaartekracht hangen. Om naar voren of naar achteren te gaan moet de speler dichter bij of verder weg van de sensor gaan staan. Om naar boven te gaan moet de speler met zijn of haar armen wapperen. En om op de huidige hoogte te blijven moet de speler beide armen horizontaal houden.